# УПЭК
УПЭК (Украинская промышленная энергетическая компания) — украинская инженерная индустриальная группа. Головной офис компании расположен в г. Харьков.
В состав группы входят производственные предприятия:
- Харьковский подшипниковый завод (ХАРП)
- Оскольский подшипниковый завод ХАРП
- Лозовской кузнечно-механический завод (ЛКМЗ)
- Украинская литейная компания (УЛК)
- Харьковский электротехнический завод «Укрэлектромаш» (ХЭЛЗ)
- Харьковский станкостроительный завод «Харверст»

Объединённый инженерный центр и профильные инженерные центры:
- Украинское конструкторско-технологическое бюро подшипниковой промышленности (УКТБПП)
- Опытно-конструкторское бюро шлифовальных станков (ОКБШС)
- Специальное конструкторское бюро (СКБ) «Укрэлектромаш»
- Украинское конструкторское бюро трансмиссий и шасси" (УКБТШ)
- Управление разработки гибридных приводов и бесступенчатых трансмиссий;
- Управление воздушных турботехнологий.

Сервисные предприятия:
- Транссервис
- Энергопром

Продукцию предприятий группы на рынке представляют дивизионы:
- Железнодорожный дивизион поставляет комплектующие для производства и обслуживания тягового и подвижного состава на предприятия и железные дороги СНГ.
- Автодивизион сотрудничает с ведущими конвейерными предприятиями по производству автомобильной, сельскохозяйственной, дорожно-строительной техники.
- Электротехнический дивизион поставляет асинхронные электродвигатели, электронасосы общего и специального исполнения, в том числе скважинные насосы, а также кормоизмельчители для животноводческих хозяйств.
- Станкостроительный дивизион — вальцешлифовальное и круглошлифовальное оборудование для металлургии и других отраслей промышленности.

## История
Компания основана в 1995 году.

1995—1999 гг.: совместно с партнёрами осуществили уникальную схему переработки давальческого угля из России на Приднепровской ГЭС, отработав методику получения электроэнергии и её адресной поставки потребителям. Потребители: Днепроспецсталь, Орджоникидзевский ГОК, Приднепровская железная дорога, Автрамат.
В 1999 году компания приобрела первый крупный пакет акций Харьковского подшипникового завода (ХАРП, бывший ГПЗ-8), в дальнейшем став основным акционером. Оппонентом в этой сделке выступала американская компания «СигмаБлейзер».
В 2000—2002 годах компания сформировалась как индустриальная группа: в состав УПЭК вошли Харьковский подшипниковый завод ХАРП, Харьковский электротехнический завод (ХЭЛЗ «Укрэлектромаш»), Харьковский станкостроительный завод «Харверст», Лозовской кузнечно-механический завод (ЛКМЗ), Швейная фабрика им. Тинякова, Факториал-Банк.

В 2004 году на базе литейного цеха Харьковского станкостроительного завода создан новый завод по производству литья для машиностроения — Украинская литейная компания (УЛК).
С 2002 по 2006 годы для лоббирования интересов украинского машиностроения глава компании УПЭК Анатолий Гиршфельд стал депутатом Верховной Рады Украины IV созыва по избирательному округу № 180 и председателем подкомитета Верховной Рады Украины по экономической политике.
2004—2006 гг. ЛКМЗ: Практически остановленное производство на ХТЗ, для которого предназначалось до 90 % объёма выпуска продукции ЛКМЗ, поставили Лозовской завод в очень сложные условия — к началу 2003 года просроченная кредиторская задолженность на ЛКМЗ составляла более 70 млн грн., долги по зарплате — более 5 млн грн.
В результате была проведена санация с полным приобретением активов, погашением задолженности работникам и основным кредиторам ОАО ЛКМЗ и создано новое предприятие — ЗАО ЛКМЗ.
К концу 2007 года ситуация стабилизировалась. Предприятия индустриальной группы вернули свои позиции на рынке и вышли на прибыльную работу.
В 2007 году был продан Факториал-Банк (непрофильные финансовые активы компании). Покупатель — SEB Group (Skandinaviska Enskilda Banken)
2008 г.: создан современный Инженерный центр который возглавил доктор технических наук Эдуард Симсон

2008 г.: запущен крупнейший в Восточной Европе и СНГ проект комплексной автоматизации процессов конструкторско-технологической подготовки производства (КСА-2008)
В 2009 году корпоративная традиция УПЭК отмечать День машиностроителя профессиональными конкурсами распространилась на весь Харьков. Прошёл первый открытый чемпионат рабочих профессий «Золотые руки»

2009 г.: Начато строительство подшипникового завода в Белгородской области.

2009 г.: Индустриальная группа УПЭК и Технический университет «ХПИ» создали «Техноград».
В 2010 УПЭК инициирует создание Агротехнологического центра «Слобожанский»

В августе 2010 ХАРП вошёл в число 25 лучших машиностроительных предприятий Украины
В 2011 успешно предотвращена попытка рейдерского захвата торговой марки ХАРП (HARP), который намеревалась осуществить ЕПК (Европейская подшипниковая корпорация)

25 июня 2011 г. предприятиями, входящими в Индустриальную группу УПЭК, создан благотворительный фонд «Патриоты»

2011 г.: УПЭК вошла в шорт-лист самых инновационных компаний Украины по версии Инвестгазеты

В 2012 году в УПЭК создается единый Центр маркетинговых исследований. 

2014 год: Гиршфельд Анатолий Моисеевич побеждает на досрочных парламентских выборах и становится депутатом Верховной Рады Украины VIII созыва. 

2015 год: УПЭК становится единственной компанией, представившей продукцию отечественного производителя почвообрабатывающих агрегатов, сеялок и компонентов для сельхозтехники на международной выставке сельхозтехники Agritechnica (Германия) - бренд «ЛОЗОВСКИЕ МАШИНЫ».

## Собственники и руководство
Председатель совета директоров, генеральный директор — Гиршфельд Анатолий Моисеевич (75 место в рейтинге 200 самых богатых людей Украины)

(Председатель Наблюдательного совета благотворительного фонда «Патриоты»

Заместитель председателя Совета Федерации работодателей Украины

Председатель Совета Объединения организаций работодателей Харьковской области «Гранит»

Член-корреспондент Инженерной академии Украины)

## Деятельность
Индустриальная группа держит курс на кардинальное инженерное и производственное переоснащение. Например, на Харьковском подшипниковом заводе только на приобретение трёх закалочных агрегатов фирмы «Seco/Warwick» (Польша) выделено пять миллионов евро.. Комплексная инвестиционная программа по техперевооружению Харьковского станкостроительного завода «Харверст» оценивается в 15 млн долл.
УПЭК инвестирует значительные средства в исследовательскую деятельность и технические разработки.
Компания выработала инновационную стратегию развития, в основе которой — абсолютный приоритет инженерных знаний. Это означает: отслеживание срока жизни инженерных решений, заложенных в основу выпускаемых продуктов; мониторинг инноваций, технологий и тенденций в развитии мировой науки и техники; постоянное обновление поколений выпускаемых машин и узлов на основе, прежде всего, собственных разработок и, частично, — инженерного аутсорсинга от передовых международных инженерных компаний; трансфер новейших производственных технологий, обеспечивающих освоение производства новой линейки продуктов с уровнем производственного качества, адекватным техническому уровню ведущих мировых производителей.

Даже в непростые кризисные годы на предприятиях группы не прекращались процессы модернизации производства

### Проект КСА (Комплексная система автоматизации)
Проект охватил 5 Инженерных центров, 5 заводов и управляющую компанию ИГ УПЭК. В проект были вовлечены 530 сотрудников различных предприятий, входящих в холдинг. Автоматизированы 17 основных процессов конструкторско-технологической подготовки производства: планирование продукта, согласование и утверждение, проектирование, проведение испытаний, технологическая подготовка производства и пр. Создана единая корпоративная компьютерная сеть, позволяющая выполнять работы в едином информационном пространстве; созданы базы данных, базы знаний и справочники.

Столь масштабный проект был реализован за 15 месяцев. Как результат — повышение эффективности проектного управления, клиентоориентированности и капитализации ИГ УПЭК.

«Мы приняли принципиальное решение реализовывать этот проект, несмотря на разворачивающийся в Украине и во всем мире промышленный и финансовый кризис. С одной стороны, это отражает уверенность в успешном преодолении трудностей. С другой стороны новая угроза — это одновременно новая возможность! Мы намерены осуществить полное перевооружение всех инженерно-технических служб, информатизировать и само производство и, таким образом, встретить будущий мировой промышленный подъём принципиально другой компанией», — говорит президент УПЭК, А. М. Гиршфельд.

### Показатели деятельности
Консолидированный объём продаж предприятий группы в 2010 году составил 1,58 млрд грн. Потребителями продукции компании является большая часть конвейерных предприятий СНГ.
В 2011 г. УПЭК планирует увеличить объёмы производства по сравнению с 2010 г. в два раза.
Консолидированный объём валовых продаж Индустриальной группы УПЭК без трансфертов по итогам 2011 г. составил 2 204,573 млн грн., что почти 40 % больше, чем 2010 г.